# Callionymus sublaevis
Callionymus sublaevis är en fiskart som beskrevs av Mcculloch 1926. Callionymus sublaevis ingår i släktet Callionymus och familjen sjökocksfiskar. Inga underarter finns listade.